# Oligodinamikus hatás

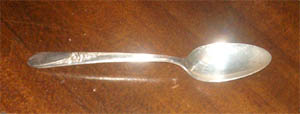
Az ezüst evőeszközök: önfertőtlenítő hatásúak, az oligodinamikus hatásuk miatt.

Az oligodinamikus hatást (görögül oligos = kevés, görögül dynamis = erő) a svájci Karl Wilhelm von Nägeli 1893-ban fedezte fel, mint a toxikus hatását a különböző fémionoknak a különböző élő sejtekre nézve, mint algákra, penészre, spórákra , gombákra, vírusokra, prokarióta és eukarióta mikroorganizmusokra, még relatív kis mennyiségben is. Ilyen antimikrobás hatással bírnak a higany-, ezüst-, réz-, vas-, cink-, ólom-, bizmut-, arany-, alumínium- és más fémionok.

## Működési mechanizmusa
Néhány fémionnál, különösen a nehézfémeknél, ez a hatás változó. Az igazi hatásmechanizmus ismeretlen, de a baktériumokon általában jól lemérhető ez a hatás. A vírusok általában nem érzékenyek erre a hatásra. Ez a különbözőség arra utal, hogy a toxikus hatás olyan természetű ami zavarja az anyagcserét, mert a vírusok nem tekinthetőek aktív anyagcseréjű mikroorganizmusoknak, amik külsőleg bonyolítják anyagcseréjüket.

## Használata
Néhány fém, mint az ezüst, réz vagy réz ötvözetek, mérgezőbbek a baktériumokra nézve mint mások, mint például a rozsdamentes acél és az alumínium, így ezeket úszómedencéknél, fürdőknél és ásványi szanitereknél használják.
Sok fertőzés terjed a kilincsekről. A sárgaréz kilincsek fertőtlenítő hatásúak 8 órán keresztül, míg erre a rozsdamentes acél és az alumínium kilincs nem képes. Nyilvánvaló, hogy a sárgaréz kilincsek nagyobb egészségmegőrző tulajdonsággal bírnak, mint az alumínium, vagy rozsdamentes acél társaik. Ezen hatásuk miatt fontosak, a kórházakban, egészségügyi központokban és általában mindenütt ezeken kívül is.
Az ezüst képes több hónapig fertőtleníteni az ivóvizet. Ezért a víztározó tartályok sok hajón és repülőgépen belülről ezüsttel vannak bevonva. Az ezüst összetevőit, mint az ezüst-szulfadiazint, külsőleg égett sebek kezelésére szoktak használni. Az ezüst nanorészecskéi, amit egy ezüst-nitrát oldat elektron besugárzásával nyernek, nagyon hasznos baktériumölő, ami képes elpusztítani olyan Gram-negatív baktérium fajokat, melyek immunissá váltak más megszokott baktériumölő szerekkel szemben. Ezüsttel bevont egészségügyi implantátumok és szerkezetek, ellenállóbbak a biofilm képződésével szemben. Az ezüst-nitrát bizonyítottan hatásos egyszerű herpesz vírust gátló a vírus 1-es típusú fertőzéses fázisában, habár a 2-es típusúban már sajnos közel sem annyira hatásos.

## Ellenállóképesség
A fémionok (mint ahogy a UV-fény is) keresztbe hatnak egymással az antibiotikumokkal, ami oda vezethet, hogy egy mikroorganizmus csoportban rezisztencia kialakulását okozhatja, ami genetikailag átterjedhet a más fajtákra is, amik egy kórházban jelen vannak.

## Fordítás
- Ez a szócikk részben vagy egészben  az   Oligodynamic effect című angol Wikipédia-szócikk fordításán alapul.  Az eredeti cikk szerkesztőit annak laptörténete sorolja fel. Ez a jelzés csupán a megfogalmazás eredetét és a szerzői jogokat jelzi, nem szolgál a cikkben szereplő információk forrásmegjelöléseként.